# Matthäus Scharpf

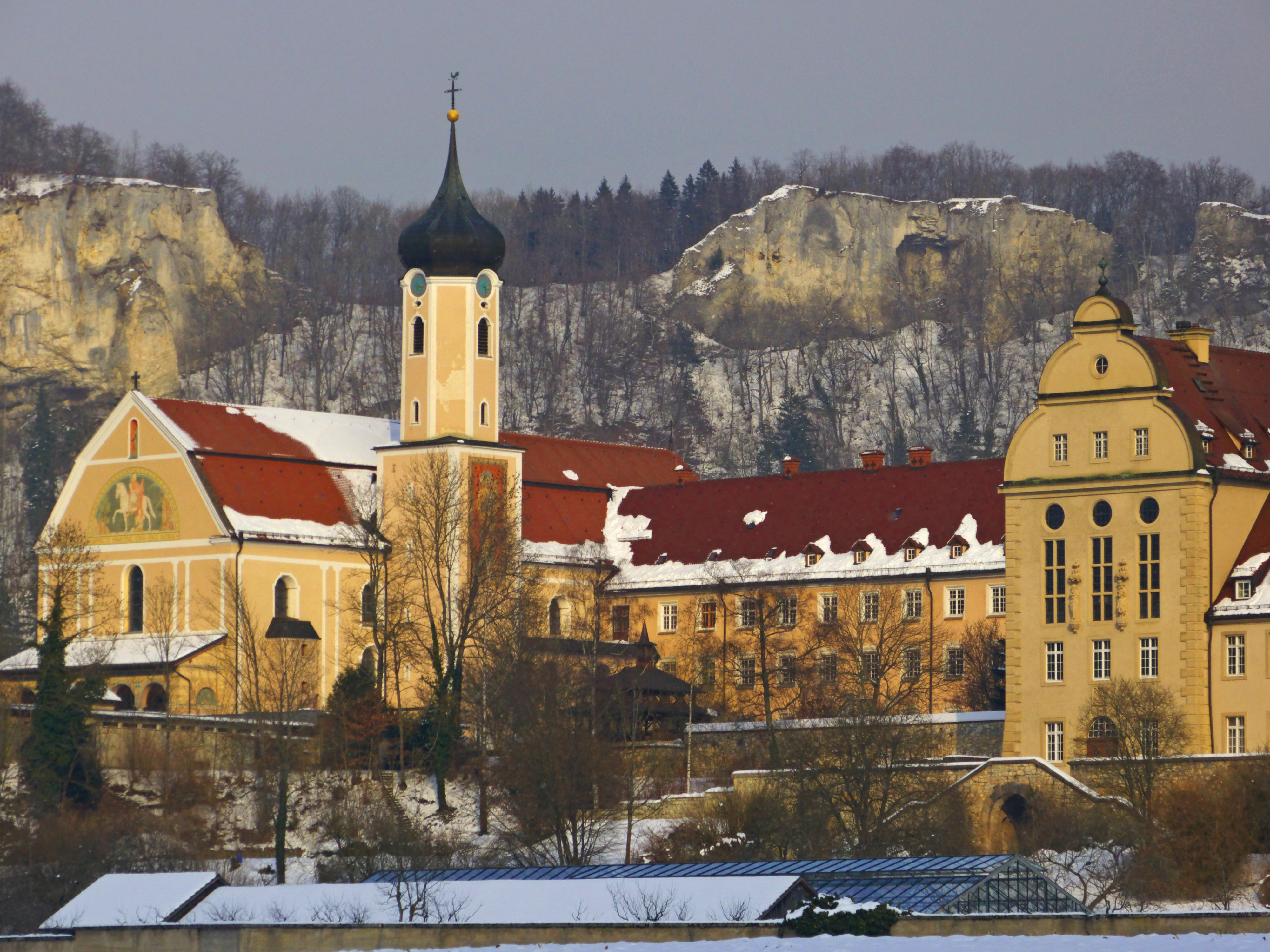
Kirche der Erzabtei Beuron

Matthäus Scharpf (* um 1680; † Ende 1742) war ein Baumeister des süddeutschen Barocks.

## Leben
1706 erlangte Scharpf das Bürgerreicht der Stadt Rottweil. 1712 heiratete er Katharina Kistler und wurde Rottweiler Unterbaumeister. 1720 heiratete er seine zweite Frau Anna Maria Linsenmann. Als Stadtunterbaumeister in Rottweil ließ er die Wallfahrtskirche Ruhe-Christi erbauen. 1728 legte er sein Amt nieder und war anschließend selbstständig tätig.
Bekanntestes Werk war von 1732 bis 1738 die Erstellung der Beuroner Abteikirche nach seinen Plänen; ihre Weihe fand am 28. September 1738 statt. Auftraggeber war Abt Rudolf II. von Strachwitz.